# Roberto Petito
Roberto Petito (født 1. februar 1971) er en italiensk tidligere professionel cykelrytter.